# FMC (Aquaristik)
FMC ist eine Mischung zur Behandlung von bakteriellen Infektionen, Ichthyophthiriose und Parasitenbefall in der Aquaristik.
FMC wirkt bei bestimmten Fischarten wie Barbus sp., Botia sp., Pimelodella sp. eher tödlich als heilend. Alternativ kann Methylenblau zur Anwendung kommen.
FMC besteht aus:
- 1 Liter Formol (Formaldehyd 37–40 %)
- 2,0 g Chloramphenicol
- 3,7 g Methylenblau
- 3,7 g Malachitgrünoxalat (zinkfrei)

Dosierung:
1–1,2 ml auf 100 l Wasser